# Nhạc hải ngoại
Nhạc hải ngoại là một khái niệm thường được dùng để chỉ nền âm nhạc do các nghệ sĩ gốc Việt sáng tác, trình bày tại hải ngoại. Nền âm nhạc hải ngoại bao gồm những ca khúc tân nhạc Việt Nam thuộc nhiều dòng nhạc khác nhau như nhạc tiền chiến, nhạc vàng, tình khúc 1954-1975, nhạc trẻ, những sáng tác sau 1975 tại hải ngoại, các ca khúc nước ngoài được viết lời Việt, nhạc dân ca Nam Bộ và cả những sáng tác theo Dân ca Dân nhạc, nhạc giao hưởng, nhạc kịch Tây phương, nhạc đương đại... do người gốc Việt tại nước ngoài sáng tác.
Năm 1975, sau sự sụp đổ của chính quyền Việt Nam Cộng hòa, nhiều người rời Việt Nam sống lưu vong tại các nước trên thế giới, tập trung đông nhất tại Hoa Kỳ. Trong đó có nhiều nhạc sĩ, ca sĩ, đã mang theo những dòng nhạc của miền Nam Việt Nam. Tại hải ngoại, các ca sĩ, nhạc sĩ tiếp tục sáng tác và trình diễn, nhiều trung tâm nhạc được thành lập.
Những nhạc sĩ trước năm 1975 như Phạm Duy, Anh Bằng, Trầm Tử Thiêng, Lam Phương, Từ Công Phụng, Ngô Thụy Miên vẫn sáng tác mạnh, tiếp nối dòng nhạc Tình khúc 1954-1975 và nhạc vàng, cùng với những nhạc sĩ trẻ hơn như Đức Huy, Trúc Hồ, Trịnh Nam Sơn đã tạo nên dòng nhạc hải ngoại. Các Trung tâm Băng đĩa nhạc và các Chương trình đại nhạc hội của các Trung tâm như Thúy Nga (Paris By Night), Asia, Vân Sơn, Làng Văn, Tình (Eagle),... và các đài truyền hình, truyền thanh của người gốc Việt hải ngoại như SBTN, Radio Little Saigon và những sinh hoạt cộng đồng đã giúp phổ biến dòng nhạc này. Từ đó hình thành một thị trường âm nhạc hải ngoại với sức tiêu thụ cao và thu hút cả sự tham gia của nhiều ca sĩ, nhạc sĩ từ trong nước.
Tại Việt Nam, từ những năm cuối thập kỷ 1980, tuy nhạc vàng và tình khúc 1954-1975 chưa được phép lưu hành ở Việt Nam, nhưng các băng đĩa nhạc hải ngoại vẫn được bán phổ biến bằng cách truyền tay và sang băng lậu. Từ năm 2000, bắt đầu có nhiều tình khúc hải ngoại được phép lưu hành chính thức trong nước.

## Trào lưu dòng nhạc hải ngoại
Các nhạc sĩ của Việt Nam Cộng hòa sau 1975 định cư tại nước ngoài vẫn tiếp tục sáng tác và cùng với những nhạc sĩ trẻ hơn đã tạo nên dòng nhạc hải ngoại.
Tác phẩm thâu thanh đầu tiên tại hải ngoại là cuốn cassette Khi tôi về của ca sĩ Khánh Ly và Thanh Thúy 1: Saigon ơi! Vĩnh biệt của ca sĩ Thanh Thúy được phát hành tháng 5 năm 1976.

### Đề tài hoài niệm
Những nhạc sĩ tên tuổi đầu tiên rời Việt Nam khoảng cuối năm 1975. Trong những năm đầu, một chủ đề sáng tác chính của họ là nỗi nhớ quê hương và Sài Gòn như "Sài Gòn ơi! Vĩnh biệt" của Nam Lộc, "Đêm nhớ trăng Sài Gòn" của Phạm Đình Chương, "Khi xa Sài Gòn" của Lê Uyên Phương, "Việt Nam về trong nỗi nhớ", "Đêm nhớ về Sài Gòn" của Trầm Tử Thiêng, "Quê hương bỏ lại" của Tô Huyền Vân, "Đường về quê hương" của Lam Phương...

### Đề tài phản kháng, đấu tranh
Chủ đề thân phận lưu vong cũng được nói đến với loạt bài "Tỵ nạn ca" của Phạm Duy, "Người di tản buồn" của Nam Lộc, "Ai trở về xứ Việt" của Võ Tá Hân, Phan Văn Hưng, "Một chút quà cho quê hương" của Việt Dzũng... Một chủ đề phổ biến nữa là phục quốc kháng chiến nói lên mong muốn được quay trở lại miền Nam với Trần Thiện Khải (thuộc Mặt Trận Quốc gia Thống nhất Giải phóng Việt Nam với các ca khúc mang âm hưởng tiền chiến như "Em vẫn đợi anh về", "Trăng chiến khu", "Những người em ở làng Đồng Sơn"), Hoàng Nguyên Linh, Nguyệt Ánh ("Anh vẫn mơ một ngày về", "Trả ta sông núi"), Nguyễn Hữu Nghĩa ("Vùng dậy anh em ơi", "Đất nước lâm nguy", "Việt Nam đứng lên", "Hưng khúc Việt Nam").
Từ khoảng đầu thập kỷ 1980, một số nhạc sĩ sau thời gian cải tạo tại Việt Nam ra định cư ở nước ngoài. Họ viết nhiều ca khúc tả lại thời gian cải tạo ở Việt Nam như Hà Thúc Sinh với tập Tủi nhục ca năm 1982, Nguyễn Hữu Nghĩa với Chiến Ca, Châu Đình An với Những lời ca thép năm 1982... Phạm Duy cũng sáng tác 20 bài lấy tựa là Ngục ca phổ từ thơ tù của Nguyễn Chí Thiện trong tập thơ Tiếng vọng từ đáy vực.

### Tình ca tái xuất hiện
Đến giữa thập niên 1980, các nhạc sĩ bắt đầu bớt chủ đề phục quốc kháng chiến và tỵ nạn, quay lại viết các bản tình ca. Ở giai đoạn này, những nhạc sĩ tiêu biểu có thể kể đến Đức Huy với "Và Con Tim Đã Vui Trở Lại", Trần Quảng Nam với "Mười Năm Tình Cũ", Hoàng Thanh Tâm với "Tháng Sáu Trời Mưa", Trúc Hồ với "Trái Tim Mùa Đông", Ngọc Trọng với "Buồn Vương Màu Áo", Trịnh Nam Sơn với "Dĩ vãng", Nguyễn Tâm với "Rong Rêu", Phạm Anh Dũng với "Dạ Quỳnh Hương", Lê Tín Hương với "Có Những Niềm Riêng"... Ngô Thụy Miên tại hải ngoại cũng có nhiều sáng tác mới, trong đó "Riêng một góc trời" viết năm 1997.
Nhiều băng nhạc thu âm ở Sài Gòn từ trước 1975 được tái phát hành. Từ năm 1982, hiện tượng phục sinh nhạc tiền chiến được phát triển rộng rãi ở hải ngoại. Các ca sĩ Khánh Ly, Lệ Thu, Thanh Thúy, Hoàng Oanh, Sĩ Phú, Elvis Phương, Ngọc Minh,... trong những năm 1982 đến 1989 đã thu âm và phát hành cả trăm băng nhạc tiền chiến và tình khúc 1954-1975. Dòng nhạc vàng cũng được tiếp tục với các ca sĩ Duy Khánh, Chế Linh, Thanh Tuyền, Giao Linh, Hương Lan, Tuấn Vũ,... Một tầng lớp ca sĩ mới xuất hiện như Ngọc Lan, Don Hồ, Như Quỳnh, Ngọc Hạ, Trường Vũ, Nguyễn Thắng...

### Sinh hoạt ca
Thời gian này cũng là thời gian phát triển Hưng ca với nhóm Tổng hội Sinh viên Việt Nam tại Paris với các nhạc sĩ Phan Văn Hưng, Khúc Lan, Đinh Tuấn và Phong trào Hưng ca tại Mỹ với các nhạc sĩ Việt Dzũng, Nguyệt Ánh, Huỳnh Công Ánh, Châu Đình An, Nguyễn Hữu Nghĩa, Hà Thúc Sinh. Cùng thời gian này có phong trào hát lại mảng hùng ca, lịch sử ca của nhạc tiền chiến, với những ca khúc được sáng tác thời kháng chiến chống Pháp, như "Hội nghị Diên Hồng", "Bạch Đằng Giang" của Lưu Hữu Phước, Chiến sĩ ca, "Không quân Việt Nam" của Văn Cao, "Xuất quân" của Phạm Duy, các bài lịch sử ca của nhóm Tổng hội Sinh viên, nhóm Đồng Vọng và của phong trào Hướng Đạo Việt Nam như "Bóng cờ lau", "Nước non Lam Sơn" của Hoàng Quý, "Hùng Vương", "Trưng Nữ Vương" của Thẩm Oánh...

### Thể nhạc mới
Từ giữa thập niên 1990, cũng có nhiều nghệ sĩ sáng tác nhạc new age, new wave, rap, hip hop lời Việt như Phong Lê, Heart2Exist (Lê Huy Phong & Lê Huy Phát). Hoặc các ca sĩ hát nhạc trẻ với tiết điệu nhanh, mới nổi lên như Lương Tùng Quang, Andy Quách, Nguyễn Thắng, Cát Tiên, VPop, Asia4, Dương Triệu Vũ...
Các trung tâm nhạc hải ngoại như Thúy Nga, Asia, Vân Sơn, Làng Văn đã giúp bảo tồn và phổ biến nhạc Việt trong một thời gian dài tại hải ngoại. Tuy nhiên, những ca khúc được trình diễn trong các chương trình đại nhạc hội của các trung tâm này thường thu hẹp trong phạm vi nhạc phổ thông, nhạc trẻ chiều theo thị hiếu. Các nhạc sĩ độc lập không thuộc các trung tâm trên hoặc thuộc dòng nhạc khác, rất khó và thiếu điều kiện để phổ biến sáng tác của mình trong cộng đồng người Việt hải ngoại. Tuy khó, nhưng một số nhạc sĩ độc lập vẫn thành công và được biết rộng rãi như Võ Tá Hân, Diệu Hương, Trịnh Nam Sơn, Nguyên Bích, Lê Tín Hương, Đăng Khánh, Trần Duy Đức, Xuân Điềm, Bảo Trường, Phạm Anh Dũng...

## Thể loại và những nghệ sĩ tiêu biểu
Có thể chia nền âm nhạc hải ngoại sau 1975 làm 4 dòng chính: nhạc cổ truyền, nhạc cổ điển & bán cổ điển Tây phương, nhạc cận đại & đương đại và tân nhạc Việt Nam.
- Nhạc cổ truyền / Dân ca Dân nhạc: Trần Văn Khê, Trần Quang Hải, Nguyễn Thuyết Phong, Nguyễn Đình Nghĩa, Phương Oanh....
- Nhạc cổ điển và bán cổ điển Tây phương / giao hưởng: Nguyễn Thiện Đạo, Tôn Thất Tiết, Phan Quang Phục,  Cung Tiến, Lê Văn Khoa, Đặng Thái Sơn...
- Nhạc cận đại Tây phương và nhạc đương đại:

Rock: Steel Owl, Adam Hồ...
Pop: Kristine Sa, Quỳnh Anh, Tinna Tình, Vy Nguyễn, Roni Trần Bình Trọng, Thanh Bùi, Shayla, Trish Thùy Trang...
Rap / Hip hop: Tyga, Choosen 1, Phong Lê, Khanh Nhỏ, Heart2Exist
Jazz: Nguyên Lê, Hương Thanh, Niels Lan Doky, Cuong Vu (thành viên Pat Metheny Group), Jazzy Dạ Lâm...
Nhạc kịch (Opera / Musical): Ignace Lai, Ca đoàn Nhạc Việt.
World music / Nhạc đương đại (contemporary music): Hoàng Ngọc Tuấn, Phan Quang Phục, Lê Tuấn Hùng....
- Tân nhạc / Tình ca: Đây có thể xem là dòng nhạc chủ đạo của nhạc hải ngoại và bao gồm nhiều loại: nhạc tiền chiến, tình ca, nhạc vàng, hưng ca, du ca, ngục ca, nhạc trẻ... với nhiều nhạc sĩ và ca sĩ tên tuổi, như Phạm Duy, Trần Thiện Thanh, Trầm Tử Thiêng, Hoàng Thi Thơ, Anh Bằng, Lam Phương, Từ Công Phụng, Ngô Thụy Miên, Song Ngọc, Đức Huy, Trúc Hồ, Trịnh Nam Sơn,...

### Nhạc cổ truyền / Dân ca dân nhạc
Các nhà nghiên cứu âm nhạc cổ truyền Việt Nam như Nguyễn Thuyết Phong, Trần Văn Khê, Trần Quang Hải đã đi thuyết giảng nhiều nơi khắp thế giới cũng như phát hành dĩa nhạc, sách để quảng bá cho nhạc cổ truyền Việt Nam. Từ cuối năm 1994, nhóm các nhà soạn nhạc Việt Nam tại Pháp gồm Tôn Thất Tiết, Trần Văn Khê, Nguyễn Thiện Đạo đã bắt đầu chú ý đến việc phục hồi Nhã nhạc cung đình Huế và đã về Việt Nam để dàn dựng một chương trình âm nhạc cung đình . Bằng nỗ lực cá nhân, các ông cũng nhận bảo trợ cho các nghệ nhân Nhã Nhạc và Ca trù, và nhờ sự góp sức đó mà các nghệ nhân có dịp đi trình tấu tại Pháp, Thụy Sĩ, Bỉ, Áo, Hà Lan, Nhật Bản, Hàn Quốc.... Phương Oanh, cựu giáo sư tại Trường Quốc gia Âm nhạc và Kịch nghệ đã mở nhiều lớp dạy đàn tranh tại Pháp .
Những băng Video đầu tiên của Thúy Nga là băng cải lương, trước khi chuyển sang thực hiện các chương trình Paris By Night, mà hầu hết là các tiết mục tân nhạc. Thúy Nga cũng là trung tâm đầu tiên phối hợp nhạc cụ cổ truyền Việt Nam như đàn cò, đàn bầu, đàn tranh (với nhạc sĩ Đức Thành) với nhạc cụ Tây phương để hòa âm các bản nhạc và sau này nhiều trung tâm hải ngoại (và cả trong nước) làm theo. Các chương trình đại nhạc hội Paris By Night, Asia, Vân Sơn cũng thường kèm những phần trình tấu vũ điệu cổ truyền, Dân ca Dân nhạc và cải lương, Tân cổ giao duyên với các nghệ sĩ Chí Tâm, Phượng Liên, Thành Được, Ái Vân, Đức Thành, Hương Lan, Phi Nhung, Mạnh Quỳnh, Ngọc Huyền, Quang Lê, Y Phụng và Vũ đoàn Lạc Hồng. Cũng nhờ đó, nền âm nhạc cổ truyền được các thế hệ sau tại hải ngoại biết đến rộng rãi.
Năm 2005, Ban nhạc Heart2Exist với anh em Lê Huy Phong, Lê Huy Phát là ban nhạc đầu tiên đem Cải lương vào nhạc Rap với bài "Tự hào là người Việt Nam", ngụ ý khuyên giới trẻ lầm đường trong thế giới "sành điệu" hay "băng đảng" từ bỏ băng đảng để trở về làm người có ích cho xã hội.

### Nhạc giao hưởng, nhạc kịch Tây phương
Những nhạc sĩ được đào tạo từ những nhạc viện nước ngoài như Nguyễn Thiện Đạo, Tôn Thất Tiết và Phan Quang Phục với những bản nhạc viết cho dàn đại hòa tấu, những vở nhạc kịch opera, từng được trình diễn trên khắp thế giới. Ignace Lai (Lại Vũ Hán Dương) và ca đoàn Nhạc Việt thuộc Trung tâm Văn hóa Giáo dục Hồng Đức tại Canada đã tổ chức thành công 3 nhạc kịch tại Quebec trước đông đảo khán giả và có thể xem là người đầu tiên thử nghiệm nhạc kịch Tây phương phối hợp giữa nhạc quan họ, ngũ cung Việt với nhạc Jazz Tây Phương . Nhạc tấu khúc Chinh phụ ngâm (1987) của Cung Tiến, soạn cho 21 nhạc khí, đã được trình diễn lần đầu vào ngày 27 tháng 3 năm 1988 tại San Jose với dàn nhạc thính phòng San Jose. Lê Văn Khoa đã thực hiện nhiều CD và chương trình nhạc giao hưởng, trong đó có trường khúc Vietnam 1975 được dàn nhạc đại hòa tấu Kyiv Symphony Orchestra and Chorus tại Ukraina trình tấu năm 2005.

### Nhạc mới, nhạc đương đại
Làng Jazz châu Âu có hai người gốc Việt, là Nguyên Lê (ở Pháp) và Niels Lan Doky (ở Đan Mạch). Cuong Vu (thành viên Pat Metheny Group) đoạt giải Grammy 2003...
Nhạc Pop tiếng nước ngoài có Kristine Sa, Roni Trần Bình Trọng, Quỳnh Anh, Thanh Bùi.... Quỳnh Anh từ năm 13 tuổi giành giải nhất cuộc thi mang tên "Pour la gloire" của đài truyền hình RTBF (Bỉ) và năm 2005 tạo nên hiện tượng Bonjour Vietnam. Thanh Bùi lọt vào Tốp 8 Australian Idol 2008 và thành công với những chuyến lưu diễn các nước châu Á. Roni Trọng được chú ý qua Idols Finland, một chương trình Pop Idol của Phần Lan.
P.Q. Phan tức Phan Quang Phục, giáo sư về sáng tác đương đại tại trường đại học Đại học Indiana, Hoa Kỳ đã đoạt giải âm nhạc quan trọng The Prize of Rome năm 1988. Anh đã được xem như một trong 6 nhạc sĩ trẻ sáng tác có tài năng nhất Hoa Kỳ về nhạc đương đại.

### Nhạc nước ngoài lời Việt
Ngay từ trước 1975 tại miền Nam, nhiều nhạc sĩ như Phạm Duy, Nam Lộc, Trường Kỳ, Vũ Xuân Hùng đã viết lời Việt cho nhiều ca khúc nước ngoài nổi tiếng. Sau 1975 tại hải ngoại, các ca nhạc sĩ như Julie Quang, Lữ Liên, Khúc Lan, Lê Xuân Trường, Nhật Ngân, Trung Hành, Lãnh Ngọc Tâm, Huỳnh Nhật Tân,... tiếp tục soạn lời Việt cho nhiều ca khúc tiếng Anh, Pháp, Hoa và được trình bày bởi các ca sĩ trẻ như Lưu Bích, Ngọc Lan, Don Hồ, Linda Trang Đài, Nguyễn Thắng... Thập niên 80 là phong trào viết lời Việt cho các ca khúc trong các phim bộ tiếng Hoa và các ca khúc new wave sôi nổi. Những năm 2000 là nhạc trẻ Trung Hoa, Hàn Quốc, Nhật Bản.

### Tân nhạc / Tình ca
Thời gian đầu, tân nhạc hải ngoại được coi như là tiếp nối dòng tình khúc 1954-1975 và nhạc vàng tại miền Nam Việt Nam trước kia, tuy nhiên ranh giới giữa hai dòng nhạc này không còn rõ rệt như thời kỳ trước năm 1975.
Các nhạc sĩ tình khúc 1954-1975 như Phạm Duy, Trầm Tử Thiêng, Ngô Thụy Miên,... vẫn sáng tác mạnh. Phạm Duy vẫn sáng tác mạnh theo nhiều thể loại, và cùng với con trai là Duy Cường thử nghiệm cả nhạc new age, thực hiện các băng nhạc Minh họa truyện Kiều. Vũ Thành An tiếp tục những bài không tên từ số 11 đến Bài không tên số 50 và nhiều tình khúc khác, Nguyễn Hữu Nghĩa với Tình ca.
Các nhạc sĩ nhạc vàng như Lam Phương, Nhật Ngân, Song Ngọc và đặc biệt Anh Bằng thời kỳ này sáng tác rất nhiều và sáng tác cả nhạc trữ tình, và Anh Bằng có nhiều ca khúc thời kỳ này như Anh còn nợ em, Khúc Thụy Du, Chuyện giàn thiên lý. Phan Ni Tấn ở Úc với Lý con sáo Bạc Liêu,...
Từ cuối thập niên 80 xuất hiện một lớp nhạc sĩ mới với những tình ca thường được gọi là tình ca hải ngoại như Nguyễn Đình Toàn, Đăng Khánh, Vũ Tuấn Đức, Diệu Hương, Ngọc Trọng, Lê Tín Hương, Ngọc Loan, Thanh Trang, Trần Quảng Nam, Hoàng Thanh Tâm, Trần Duy Đức, Trần Đức, Mai Anh Việt, Hoàng Việt Khanh, Hoàng Trọng Thụy, Phạm Anh Dũng, Trần Chí Phúc và Nhạc trẻ hải ngoại với Đức Huy, Trúc Hồ, Trịnh Nam Sơn, Jimmii Nguyễn,.... Đầu thế kỷ 21, các nhạc sĩ trẻ như Huỳnh Nhật Tân, Nhật Trung, Đồng Sơn, Sỹ Đan, Lê Xuân Trường, Trúc Sinh, Quốc Hùng, Tùng Châu, Phạm Khải Tuấn, Trịnh Lam đã mang đến nhiều tiết điệu mới (và cả cách phối khí mới) cho nhạc trẻ tại hải ngoại. Một số nhạc sĩ sáng tác nhạc chỉ có lời Anh như Vũ Tuấn Đức, Kristine Sa, Lê Tâm, Cardin Nguyễn, Trish Thùy Trang, Alan Nguyễn, Vy Nguyễn,...
Ngoài ra còn các nhạc sĩ Hưng ca, Thanh niên ca thập niên 80, 90 với nhóm Tổng hội Sinh viên Việt Nam tại Paris gồm các nhạc sĩ Phan Văn Hưng, Khúc Lan, và Phong trào Hưng ca tại Mỹ với các nhạc sĩ Việt Dzũng, Nguyệt Ánh, Huỳnh Công Ánh, Châu Đình An, Nguyễn Hữu Nghĩa, Hà Thúc Sinh, Phan Ni Tấn... như một hình thức tiếp nối Phong trào Du ca trước đó, cũng với những ưu tư về hiện tình đất nước và kêu gọi thanh niên quan tâm và dấn thân cho quê hương. Từ năm 2007, nhạc sĩ Ngô Nguyễn Trần và Tâm Thơ đã bắt đầu dự án Sử Ca Việt Nam và đến nay đã sáng tác gần 200 bài nhạc kể chuyện 4000 năm lịch sử Việt Nam và cho phép phổ biến miễn phí . Ngoài ra, có các nhạc sĩ chuyên về nhạc thiền, nhạc đạo như Võ Tá Hân, Hoàng Quốc Bảo, Thanh Lâm.
Các ca sĩ nhạc tiền chiến nổi tiếng: Thái Thanh, Duy Trác, Anh Ngọc, Mai Hương, Kim Tước, Lệ Thu, Hà Thanh, Tuấn Ngọc, thế hệ sau là Quỳnh Giao, Vũ Anh, Thùy Dương, Ngọc Hạ, Quang Tuấn, Trần Thái Hòa và Ca đoàn Ngàn Khơi.
Các ca sĩ nhạc trữ tình nổi tiếng: Sĩ Phú, Hà Thanh, Lệ Thu, Khánh Ly, Tuấn Ngọc, Anh Tú, Khánh Hà, Vũ Khanh, Lê Uyên, Duy Quang, Thanh Lan, Ngọc Lan, Kiều Nga, Họa Mi, Elvis Phương, Julie, Thái Hiền, Ý Lan, Phi Khanh, Hải Lý, Thùy Dương, Ngọc Minh, Tuấn Anh, Quốc Anh, Thúy Vi, Như Mai, Kim Anh và sau này là Dalena, Don Hồ, Diễm Liên, Thanh Hà, La Sương Sương, Thế Sơn, Thiên Kim, Lâm Nhật Tiến, Quang Tuấn, Nguyên Khang, Lâm Thúy Vân, Bằng Kiều, Loan Châu, Hồ Lệ Thu, Y Phương, Nguyễn Hồng Nhung, Đặng Minh Thông,...
Các ca sĩ nhạc vàng, tình ca quê hương: Duy Khánh, Chế Linh, Thanh Thúy, Thanh Tuyền, Hoàng Oanh, Hương Lan, Thái Châu, Giao Linh, Phương Dung, Phương Hồng Quế, Mỹ Huyền, Sơn Ca, Băng Châu và thế hệ hải ngoại là Lưu Hồng, Như Quỳnh, Tuấn Vũ, Jimmii Nguyễn, Mạnh Quỳnh, Phi Nhung, Trường Vũ, Mạnh Đình, Quang Lê, Quốc Khanh, Ngọc Huyền, Tâm Đoan, Hạ Vy, Đặng Thế Luân, Đan Nguyên, Hương Thủy, Mai Thiên Vân, Băng Tâm, Y Phụng, Duy Trường, Tường Nguyên,...
Các ca sĩ nhạc trẻ: Elvis Phương, Ngọc Lan, Kiều Nga, Trung Hành, Như Mai, Ngọc Hương, Công Thành, Billy Shane, Quốc Sĩ, Thái Thảo, Lynda Trang Đài, Don Hồ, Lan Anh, Nguyễn Hưng, Thúy Vi, Nini và sau này là Shayla, Minh Tuyết, Nguyễn Thắng, Andy Quách, Bảo Hân, Tú Quyên, Gia Huy, Trish Thùy Trang, Lương Tùng Quang, Philip Huy, Johnny Dũng, Trúc Lam & Trúc Linh, Thủy Tiên, Minh Trí (Johnny Trí Nguyễn) & Việt Thi, Vân Quỳnh, Như Loan, Cát Tiên, Cardin Nguyễn, Dạ Nhật Yến, Nhóm VPop, Nhóm Asia4, Trịnh Lam, Đoàn Phi, Dương Triệu Vũ, Quỳnh Vi, Ánh Minh, Thùy Hương, Mai Tiến Dũng,...
Các nghệ sĩ hài nổi tiếng: Vân Sơn, Bảo Liêm, Quang Minh, Hồng Đào, Hoài Linh, Kiều Oanh, Lê Huỳnh, Lê Tín, Chí Tài, Nguyễn Dương, Thu Tuyết, Hoài Tâm,...

#### Nối kết nhạc trong nước
Nhạc hải ngoại cũng có sự nối kết và liên hệ mật thiết với nhạc trong nước. Các nhạc sĩ trong nước như Lê Hựu Hà, Trịnh Công Sơn, Quốc Dũng, Tùng Giang, Vũ Đức Sao Biển, Bắc Sơn, Trần Quang Lộc, Ái Lan tuy ở trong nước nhưng cũng tham gia thị trường âm nhạc hải ngoại bằng những tình ca mới và lúc đầu, gần như các sáng tác mới của họ chỉ được hát tại hải ngoại. Các ca khúc của nhạc sĩ Bảo Chấn, Phú Quang, Nguyễn Ngọc Thiện được trình bày tại nước ngoài từ những năm đầu thập niên 1990, trước khi những nhạc sĩ này được biết đến trong nước. Đức Trí và Việt Anh, Nhật Trung, Nguyễn Xinh Xô trong thời gian du học cũng sáng tác nhiều ca khúc cho thị trường âm nhạc tại hải ngoại. Nhiều nhạc sĩ đã thành danh từ trong nước trước khi ra định cư tại nước ngoài và trở thành nhạc sĩ hải ngoại như Sỹ Đan, Quốc Hùng, Ngọc Lễ, Phạm Khải Tuấn. Sau này, một số nhạc sĩ trẻ trong nước như Lê Quang, Hoài An, Nguyễn Nhật Huy, Nguyễn Kim Tuấn, Thái Thịnh, Minh Nhiên, Minh Khang, Vũ Quốc Việt,... cộng tác và bán độc quyền một số ca khúc của họ cho các Trung tâm hải ngoại. Các ca sĩ trong nước như Trần Thu Hà, Bằng Kiều, Thu Phương, Kiều Hưng, Ngọc Anh, Lam Trường, Thủy Tiên, Quang Dũng, Nguyễn Hồng Nhung, Xuân Mai, sau này định cư tại hải ngoại cũng tham gia sinh hoạt âm nhạc tại đây và rất được nhiều người yêu thích. Gần đây nhất là ca sĩ Tóc Tiên sang Mỹ du học và trở thành ca sĩ chính thức của Trung tâm Thúy Nga.
Trong những năm 1991-2000, riêng Trung tâm Mưa hồng đã phát hành tại Mỹ hơn 400 tựa CD với các giọng ca quốc nội như Bảo Yến, Nhã Phương, Đình Văn, Bích Phượng, Cẩm Vân hát nhạc hải ngoại, tình khúc 1954-1975 và tình ca quê hương và làm những ca sĩ này được biết đến tại hải ngoại. Trung tâm Làng Văn/Lạc Vũ cũng đặt hàng và phát hành rất nhiều CD với các giọng ca trong nước và sau này thực hiện các chương trình Duyên dáng Việt Nam trong nước.
Từ năm 2000, một số ca khúc nhạc hải ngoại bắt đầu được phép lưu hành chính thức trong nước (tuy rằng trước đó và sau đó, một số ca khúc hải ngoại phải thay tên tác giả để qua kiểm duyệt, như trường hợp "Em đã quên một dòng sông" của Trúc Hồ lại ghi là tác giả Hải Triều , "Cơn mưa hạ" của Trúc Hồ - Trầm Tử Thiêng, ghi là nhạc Hoa, "Vì đó là em" của Diệu Hương do Quang Dũng thể hiện đoạt giải Mai Vàng 2003 nhưng sau đó bị rút giấy phép khi biết Diệu Hương ở hải ngoại ). Một số nhạc sĩ hải ngoại sau này về thực hiện nhiều dĩa nhạc, cũng như hòa âm phối khí cho các ca sĩ và tham gia các chương trình văn nghệ trong nước như Phạm Duy, Phạm Duy Cường, Đức Huy, Trịnh Nam Sơn, Huỳnh Nhật Tân, Trần Viết Tân. Một số ca sĩ hải ngoại sau này về định cư hẳn tại quê nhà hay thường xuyên hát trong nước như Elvis Phương, Hương Lan, Ái Vân, Duy Quang, Tuấn Vũ, Phi Nhung, Thái Châu, Ngô Thanh Vân và nghệ sĩ hài Hoài Linh, Chí Tài, Hoài Tâm,.... Tuy không thường xuyên, nhưng các ca sĩ khác ở hải ngoại như Lệ Thu, Tuấn Ngọc, Khánh Hà, Ý Lan cũng đã từng nhiều lần về nước lưu diễn.
Hầu hết các ca sĩ tình ca trong nước đều đã từng lưu diễn tại hải ngoại, nhiều năm tấp nập đến mức thị trường trong nước thiếu hẳn các ngôi sao. Nhiều ca sĩ trong nước đã hát nhạc hải ngoại như Thanh Lam, Hồng Nhung, Mỹ Linh, Đàm Vĩnh Hưng, Mỹ Tâm, Quang Dũng, Thanh Long Bass, Hồng Ngọc, Song Giang, Tùng Dương, Lệ Quyên, Hoài Phương,....

## Sản xuất và phát hành băng đĩa nhạc
Băng nhạc đầu tiên ra đời tại hải ngoại là cuốn Thanh Thúy 1: Saigon ơi! Vĩnh biệt của ca sĩ Thanh Thúy được phát hành ngày 9 tháng 5 năm 1976 tại Los Angeles, California, Hoa Kỳ và sau là cuốn Khi tôi về của ca sĩ Khánh Ly cùng tháng đó. Tiếp đó nhiều trung tâm băng nhạc của người gốc Việt được thành lập và phát triển mạnh mẽ. Trong những năm đầu, các chương trình được phát hành dưới dạng băng nhựa cassette. Lúc đầu những băng nhạc được ghi âm rất kém với những ban nhạc gia đình, nhưng từ đầu thập niên 80, cùng với sự xuất hiện của các Trung tâm Phượng Nga, Khánh Ly, Diễm xưa, Mây, Thanh Lan, Người đẹp Bình Dương, Làng Văn, Asia, các băng nhạc đã được thâu âm với kỹ thuật tiên tiến cho âm thanh tốt hơn hẳn. Nhu cầu thưởng thức âm nhạc của người xa quê lúc ấy rất lớn, nên những băng nhạc thời này có số bán kỷ lục.
Sau đó, vào cuối năm 1987, Phạm Duy là người đầu tiên đưa nhạc Việt vào đĩa CD do Duy Cường soạn hòa âm và sản xuất với tựa đề Nhạc tình Phạm Duy.
Nhiều băng nhạc thu âm ở Sài Gòn từ trước 1975 được tái phát hành. Và nhiều Trung tâm đặt hàng nhiều băng nhạc, CD với những giọng ca trong nước để phát hành tại hải ngoại như hiện nay là Trung tâm Kim Lợi, Làng Văn....
Từ năm 1983, Trung tâm Thúy Nga đã thực hiện các chương trình ca nhạc Paris By Night và phát hành băng video.
Cho tới những năm gần đây, các trung tâm như Thúy Nga, Asia, Vân Sơn, Tình (Eagle), Làng Văn... phát hành đều đặn các chương trình dạng DVD & DVD Karaoke.